# Liste des conseillers régionaux du Bas-Rhin
 (juin 2020).

## Mandature 2021 - 2028
À la suite de la création de la Collectivité européenne d'Alsace, il n'existe plus qu'un seul territoire électoral commun aux territoires du Bas-Rhin et du Haut-Rhin pour l'élection au Conseil régional du Grand Est.
Voir : Liste des conseillers régionaux d'Alsace

## Mandature 2010-2015
Le Bas-Rhin compte 29 conseillers régionaux sur les 47 élus qui composent l'assemblée du conseil régional d'Alsace, issue des élections des 14 et 21 mars 2010.
Composition des groupes :
- Majorité Alsacienne (LR, UDI et DVD) : 18 élus.
- Socialiste et démocrate (PS et DVG) : 4 élus.
- Europe Écologie Alsace (EÉLV) : 4 élus.
- Front national : 3 élus.

| Identité                | Étiquette | Groupe                         | Autres mandats/fonctions                                                                       |
| ----------------------- | --------- | ------------------------------ | ---------------------------------------------------------------------------------------------- |
| Jean-Claude Altherr     | FN        | Front National                 | Conseiller municipal de Haguenau                                                               |
| Andrée Buchmann         | EÉLV      | Europe Écologie Alsace         | Vice-présidente de la Communauté urbaine de Strasbourg, conseillère municipale de Schiltigheim |
| Laurent Burckel         | UDI       | Majorité Alsacienne            | Adjoint au maire de Saverne                                                                    |
| Martine Calderoli-Lotz  | LR        | Majorité Alsacienne            |                                                                                                |
| Christian Cotelle       | FN        | Front National                 |                                                                                                |
| Anne Deschamps          | LR        | Majorité Alsacienne            | Adjointe au maire de Sélestat                                                                  |
| Huguette Fatna          | FN        | Front National                 |                                                                                                |
| Jacques Fernique        | EÉLV      | Europe Écologie Alsace         |                                                                                                |
| Marie-Reine Fischer     | LR        | Majorité Alsacienne            | Maire de Dinsheim-sur-Bruche                                                                   |
| Alain Fontanel          | PS        | Parti Socialiste et apparentés | Adjoint au maire de Strasbourg                                                                 |
| Sylvie Grucker          | EÉLV      | Europe Écologie Alsace         |                                                                                                |
| Antoine Herth           | LR        | Majorité Alsacienne            | Député de la 5e circonscription du Bas-Rhin                                                    |
| Dominique Hoeffel       | DVG       | Parti Socialiste et apparentés | Maire d'Handschuheim                                                                           |
| Monique Jung            | UDI       | Majorité Alsacienne            |                                                                                                |
| François Loos           | UDI       | Majorité Alsacienne            |                                                                                                |
| Pascal Mangin           | LR        | Majorité Alsacienne            | Conseiller municipal de Strasbourg                                                             |
| Lilla Merabet           | UDI       | Majorité Alsacienne            |                                                                                                |
| André Reichardt         | LR        | Majorité Alsacienne            | Sénateur                                                                                       |
| Anne-Pernelle Richardot | PS        | Parti Socialiste et apparentés | Adjointe au maire de Strasbourg, conseillère communautaire de l'Eurométropole                  |
| Philippe Richert        | LR        | Majorité Alsacienne            | Président du conseil régional                                                                  |
| Jean-Marc Riebel        | EÉLV      | Europe Écologie Alsace         | Maire de Saint-Maurice, président de la Communauté de communes du canton de Villé              |
| Sophie Rohfritsch       | LR        | Majorité Alsacienne            | Maire de Lampertheim                                                                           |
| Nathalie Roos           | DVD       | Majorité Alsacienne            |                                                                                                |
| Gilbert Scholly         | LR        | Majorité Alsacienne            | Maire de Barr                                                                                  |
| Nicole Thomas           | LR        | Majorité Alsacienne            | Conseillère départementale du Bas-Rhin                                                         |
| Justin Vogel            | LR        | Majorité Alsacienne            | Maire de Truchtersheim                                                                         |
| Jean-Marc Willer        | DVG       | Parti Socialiste et apparentés |                                                                                                |
| Huguette Zeller         | DVD       | Majorité Alsacienne            |                                                                                                |
| Catherine Zuber         | UDI       | Majorité Alsacienne            |                                                                                                |

## Mandature 2004-2010
Lors de cette mandature le département disposait de 27 sièges.
- 9 UMP : François Loos, Martine Calderoli-Lotz, André Reichardt, Gilbert Scholly, Mariette Siefert, Justin Vogel, Sophie Rohfritsch, Pascal Mangin, Marie-Reine Fischer
- 6 DVD : Gérard Traband, Jean-Jacques Fritz, Danielle Traber-Meyer, Catherine Zuber, Monique Jung, Marie-Madeleine Heitz
- 5 PS : Jacques Bigot, Pierre Mammosser, Martine Jung, Anne-Pernelle Richardot, Marie-Madeleine Iantzen
- 3 FN  : Christian Cotelle, Xavier Codderens, Nathalie Tomasi
- 2 Les Verts : Andrée Buchmann, Jacques Fernique
- 1 MoDem : Danièle Meyer
- 1 NC : Laurent Spiero